# زمین‌لرزه ۲۰۰۷ لائوس
زمین‌لرزه لائوس  در تاریخ ۱۶ مه ۲۰۰۷ میلادی، برابر با ‎۲۶ اردیبهشت ۱۳۸۶، ساعت ۸:۵۶:۱۴ به زمان یوتی‌سی در لائوس رخ داد. ژرفای این زلزله ۲۳٫۸ کیلومتر بود، و بزرگی آن ۶٫۳ در مقیاس Mw اعلام شده‌است. زمین‌لرزه به وقت محلی در روز چهارشنبه، ساعت ۱۵ روی داده و منطقه زمانی آن یوتی‌سی +۷ بوده‌است .
سازمان زمین‌شناسی آمریکا نیز رومرکز این زمین‌لرزه را در مختصات ۲۰°۳۰′۱۱″شمالی ۱۰۰°۴۳′۵۵″شرقی / ۲۰٫۵۰۳°شمالی ۱۰۰٫۷۳۲°شرقی و ژرفای آنرا در ۹ کیلومتر گزارش کرده‌است. بزرگی برگزیدهٔ این سازمان از میان بزرگیهای محاسبه‌شدهٔ مختلف ۶٫۳ در مقیاس Mw بوده و از دید اثر، در میان چهار دسته‌بندی «نامحسوس»، «محسوس»، «زیان‌آور» یا «با تلفات»، زلزله را «زیان‌آور» اعلام کرده‌است.
پروژهٔ «تنسور گشتاور مرکزوار» زاویه‌های (راستا، شیب، ریک) گسل سازندهٔ زمین‌لرزه و صفحه عمود بر آنرا (°۳۲۴، °۸۱، °۱۷۹) یا (°۵۴، °۸۹، °۹) و نوع گسل را «امتدادلغز» فرارسانده‌است.